# Tricentrus typus
Tricentrus typus är en insektsart som beskrevs av William D. Funkhouser. Tricentrus typus ingår i släktet Tricentrus och familjen hornstritar. Inga underarter finns listade i Catalogue of Life.